# بلوتوقراطية

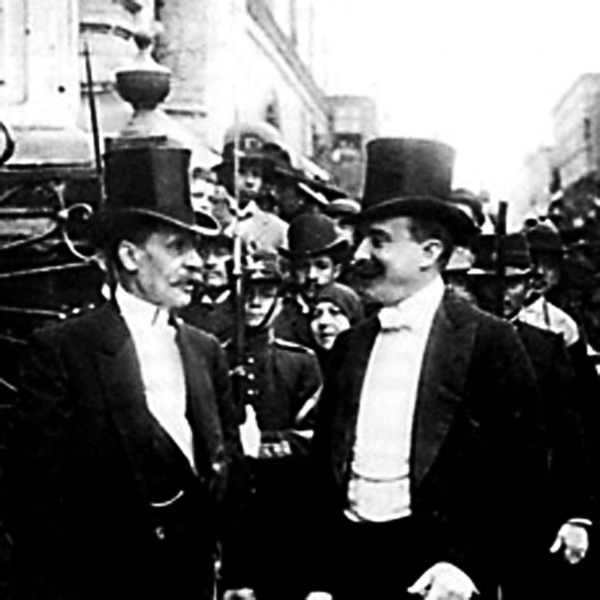

البلوتوقراطية أو حكم الأثرياء هي أحد أشكال الحكم تكون فيها الطبقة الحاكمة مميزة بالثراء. في البلوتوقراطية، درجة التفاوت الاقتصادي تكون عالية بينما مستوى الحراك الاجتماعي يكون منخفضا. الكلمة «بلوتوقراطية» مشتقة من الكلمة اليونانية: πλουτοκρατία.
بشكل عام، المصطلح يُستخدم لوصف مفهومين اثنين: الأول ذو دلالة تاريخية، والثاني ذو دلالة سياسية معاصرة. المفهوم الأول يشير إلى الدول التي كانت خاضعة للسيطرة السياسية من قبل أوليغاركية ثرية. من الأمثلة على هذا المفهوم بعض المدن في اليونان القديمة، حضارة قرطاج، جمهوريات التجار الإيطالية مثل جمهورية جنوا وفلورنسا والبندقية، و جمهورية بورقراق، في المغرب في القرن 17، وزايباتسو الإمبراطورية اليابانية قبل الحرب العالمية الثانية.
أما الاستخدام الثاني للمصطلح -الاستخدام ذو الدلالة السياسية المعاصرة- فهو استخدام يحمل معنى ازدرائيا وانتقاصيا، ويُطلق على المجتمعات المعاصرة التي تكون فيها العملية السياسية خاضعة لتأثير المال بشكل كبير وغير متكافئ.

## الاستعمال
يستخدم المصطلح «بلوتوقراطية» عمومًا كتحقير لوصف أو للتحذير من وضع غير مرغوب فيه. أدان مفكرون سياسيون على مر التاريخ مثل وينستون تشرشل، عالم الاجتماع الفرنسي والمؤرخ ألكسيس دي توكفيل، والمنظر الإسباني المؤيد للملكية في القرن التاسع عشر خوان دونوسو كورتيس، واليوم نعوم تشومسكي البلوتوقراطيين لتجاهلهم مسؤولياتهم الاجتماعية، واستخدامهم سلطتهم لصالح أهدافهم الخاصة وبالتالي زيادة الفقر وتغذية الصراع الطبقي، وإفسادهم للمجتمعات بسبب جشعهم واهتمامهم بمتعهم.

### أمثلة
من الأمثلة على هذا المفهوم بعض المدن في اليونان القديمة، حضارة قرطاج، جمهوريات التجار الإيطالية مثل جمهورية جنوا وفلورنسا والبندقية، وجمهورية بورقراق، في المغرب في القرن 17، وزايباتسو الإمبراطورية اليابانية قبل الحرب العالمية الثانية. وفقًا لنعوم تشومسكي وجيمي كارتر فإن العصر الحديث للولايات المتحدة تشبه نظام بلوتوقراطي مع إضافة ديمقراطية. يعتقد الرئيس السابق للاحتياطي الفيدرالي بول فولكر أيضًا أن الولايات المتحدة في طريقها لتصبح بلوتوقراطية.
حي «مدينة لندن» هو أحد الأمثلة الحديثة والرسمية على الحكم البلوتوقراطي وفقًا لبعض النقاد. يتمتع الحي (الذي يسمى أيضًا the Square Mile للندن القديمة، وهو المقابل للحي المالي الحديث، وتبلغ مساحته حوالي 2.5 كيلومتر مربع) بنظام انتخابي فريد لإدارتها المحلية منفصل عن لندن. أكثر من ثلثي الناخبين ليسوا مواطنين مقيمين فيه، بل ممثلين عن الشركات والهيئات الأخرى التي لها مراكز في الحي، وتمتلك نسبة تصويتية تختلف تبعًا لعدد موظفيها. المبرر الرئيسي لهذا النظام هو أن معظم الخدمات التي تقدمها شركة مدينة لندن تستخدمها الشركات في المدينة. في الواقع يشكل حوالي 450,000 شخص غير مقيم بالمدينة عدد الموجودين فيها خلال الصباح، وهو ما يفوق عدد سكان المدينة البالغ 7000 نسمة.

### الولايات المتحدة الأمريكية
يجادل بعض المؤرخين والسياسيين والاقتصاديين المعاصرين بأن الولايات المتحدة كانت بلوتوقراطية فعلية لجزء من فترات العصر المذهب والحقبة التقدمية بين نهاية الحرب الأهلية وحتى بداية الكساد العظيم. أصبح الرئيس ثيودور روزفلت معروفًا باسم «مفجر الاحتكارات» لاستخدامه العنيف لقانون مكافحة الاحتكار في الولايات المتحدة والذي تمكن من خلاله من تفكيك شركات رئيسية مثل أكبر شركة للسكك الحديدية و«ستاندرد أويل» أكبر شركة نفط. قال ثيودور روزفلت في سيرته الذاتية عن كفاحه ضد الشركات الاحتكارية كرئيس:
«لقد وصلنا إلى المرحلة التي كانت فيها احتياج كبير للديمقراطية من جانب شعبنا؛ ومن كل أشكال الطغيان كان الأقل جاذبية والأكثر ابتذالًا هو طغيان الثروة الخالصة، أي طغيان البلوتوقراطية.» 
صدر قانون شيرمان لمكافحة الاحتكار في عام 1890 مع وصول الصناعات الكبيرة إلى مستويات احتكارية أو شبه احتكارية عالية لتركيز السوق وزيادة معدل دمج رأس مال الشركات، وبدأت مجموعة من رؤساء الشركات الكبرى الأثرياء للغاية بممارسة نفوذ متزايد على الصناعة والرأي العام والسياسة بعد الحرب الأهلية. كان المال هو الدفاع الأساسي عن هذا الصرح وفقًا للصحفي التقدمي والمعاصر والتر ويل، حيث تلاشت الاختلافات الأيديولوجية بين السياسيين وأصبح العالم السياسي مجرد فرع في شركة موحدة لا تزال تزداد حجمًا. وأصبحت الدولة واحدة من فروع هذه الشركة حيث كانت تبيع خدمات رسمية عن طريق الحزب للشركات الكبيرة.

### بعد الحرب العالمية الثانية
يستخدم المصطلح في العصر الحديث بطريقة مزعجة أحيانًا للإشارة إلى المجتمعات المتجذرة في رأسمالية الدولة والشركات التي تعطي الأولوية لتراكم الثروات على حساب المصالح الأخرى. الولايات المتحدة وفقًا لكيفن فيليبس -وهو مؤلف ومستشار استراتيجي سياسي لريتشارد نيكسون- هي بلوتوقراطية فيها اندماج بين المال والحكومة.
تقول كريستيا فريلاند مؤلفة كتاب «بلوتوقراطيين: صعود الأثرياء العالميين الجدد وسقوط كل من دونهم» أن الاتجاه الحالي نحو البلوتوقراطية يحدث لأن الأغنياء يشعرون بأن مصالحهم مشتركة من قبل المجتمع.
وتقول: «إنك لا تفعل هذا وأنت تغني، أو وأنت تدخن السيجار الخاص بك، أو بطريقة تآمريه. أنت تفعل ذلك عن طريق إقناع نفسك بأن ما هو في مصلحتك الشخصية هو في مصلحة الجميع. لذا فأنت تقنع نفسك أن الخدمات الحكومية وخدمات مثل الإنفاق على التعليم -وهو ما أوجد هذا الحراك الاجتماعي أساسًا- يجب أن يُخفض حتى يتقلص العجز وبالتالي لا ترتفع فاتورة الضرائب الخاصة بك. وما يقلقني حقًا هو أنه يوجد الكثير من المال والقوة لدى هؤلاء الأثرياء على القمة، وأن الفجوة بينهم وبين غيرهم كبيرة للغاية بحيث سنرى أن الحراك الاجتماعي قد اختنق وأن المجتمع قد تغير.»
عندما كتب جوزيف ستيجليتز الاقتصادي الحائز على جائزة نوبل مقالة في مجلة فانيتي فير بعنوان «من الـ 1%، عن طريق الـ 1%، ولأجل الـ 1%» أيد العنوان والمحتوى ادعاء ستيجليتز بأن الولايات المتحدة يحكمها بشكل متزايد أغنى 1% فيها. قال بعض الباحثين إن الولايات المتحدة ربما تنجرف نحو شكل من أشكال حكم الأقلية، حيث يكون للمواطنين الأفراد تأثير أقل من النخب الاقتصادية ومجموعات المصالح المنظمة على السياسة العامة. ذكرت دراسة أجراها علماء السياسة مارتن جيلينز (جامعة برينستون) وبنجامين بيج (جامعة نورث وسترن) والتي صدرت في أبريل 2014 أن تحليلاتهم تشير إلى أن أغلبية الجمهور الأمريكي ليس له تأثير يذكر على السياسات التي تتبناها الحكومة الأمريكية. لا يصف جيلنز وبيج الولايات المتحدة على أنها «أوليغاركية» أو «بلوتوقراطية» بحد ذاتها؛ ومع ذلك فإنهم يطبقون مفهوم «الأوليغاركية المدنية» كما استخدمه جيفري وينترز فيما يتعلق بالولايات المتحدة الأمريكية.

## المصطلح في الدعاية
كان يُشار إلى الدول الديمقراطية الغربية على أنها بلوتوقراطيات في اللغة الاصطلاحية السياسية والدعاية الخاصة بإيطاليا الفاشية وألمانيا النازية والشيوعية الدولية، مع الإشارة إلى أن عددًا صغيرًا من الأفراد الأثرياء للغاية يسيطرون تمامًا على هذه البلاد. حلت البلوتوقراطية محل مصطلحي الديمقراطية والرأسمالية كمصطلح فاشي رئيسي للولايات المتحدة وبريطانيا العظمى خلال الحرب العالمية الثانية. كان المصطلح يرمز غالبًا عند النازيين لليهود.

## أسباب نشأة البلوتوقراطية
أسباب تطور البلوتوقراطية معقدة ومتشابكة. إن عدم المساواة في الدخل في دولة تشهد نموًا اقتصاديًا سريعًا سوف يزداد مع زيادة معدل العائد على الابتكار. قد تتطور البلوتوقراطية في سيناريوهات أخرى عندما ينهار بلد ما بسبب استنفاد الموارد حيث تحاول النخبة تخزين الثروة المتناقصة أو زيادة الديون للحفاظ على الاستقرار، وهو ما سيؤدي إلى إثراء الدائنين والممولين.
قد تصبح دولًا أخرى بلوتوقراطية من خلال السرقة الحكومية (الكليبتوقراطية) أو البحث عن الريع.